# Ославье
Осла́вье (фин. Voislava) — деревня в Бегуницком сельском поселении Волосовского района Ленинградской области.

## История
Впервые упоминается в Писцовой книге Водской пятины 1500 года как село Воиславль в Богородицком Врудском погосте. До XVI века принадлежало Юрьеву монастырю.
Упоминается на карте Ингерманландии А. И. Бергенгейма, составленной по материалам 1676 года, как село Woislawa.
На шведской «Генеральной карте провинции Ингерманландии» 1704 года — как мыза Woislowa hof.
Село Воислав обозначено на «Географическом чертеже Ижорской земли» Адриана Шонбека 1705 года.
Мыза Вославля упомянута на карте Ингерманландии А. Ростовцева 1727 года.
Село Вославье и мыза Вославская обозначены на карте Санкт-Петербургской губернии Я. Ф. Шмидта 1770 года.
Село Ославье помещика Левашева, состоящее из 33 крестьянских дворов, упоминается на карте Санкт-Петербургской губернии Ф. Ф. Шуберта 1834 года.

ОСЛАВЬЕ — мыза принадлежит полковнице Шулепниковой, число жителей по ревизии: 7 м. п., 13 ж. п.

ИВАНОВСКОЕ — село принадлежит полковнице Шулепниковой, число жителей по ревизии: 87 м. п., 81 ж. п.

В оном: церковь деревянная во имя Казанской Божьей Матери.  (1838 год)

В пояснительном тексте к этнографической карте Санкт-Петербургской губернии П. И. Кёппена 1849 года записано село Woislawia (Село Ославье) и указано количество его жителей на 1848 год: савакотов — 10 м. п., 10 ж. п., всего 20 человек, русских — 131 человек.
Село Ославье обозначено на карте профессора С. С. Куторги 1852 года.

ОСЛАВЬЕ — деревня генерал-лейтенанта Моллера, 10 вёрст по почтовой, а остальное по просёлочной дороге, число дворов — 20, число душ — 32 м. п. (1856 год)

Согласно «Топографической карте частей Санкт-Петербургской и Выборгской губерний» 1860 года село называлось Ославье, оно состояло из 27 дворов, на его юго-западной окраине располагалась мыза Генерала Моллера.

ОСЛАВЬЕ — мыза владельческая при колодце, по 2-й Самерской дороге в 48 верстах от Ямбурга, число дворов — 3, число жителей: 10 м. п., 10 ж. п. 

ОСЛАВЬЕ — село владельческое при колодце, по 2-й Самерской дороге в 48 верстах от Ямбурга, число дворов — 28, число жителей: 87 м. п., 89 ж. п.; Церковь православная. Часовня. (1862 год)

В 1868 году временнообязанные крестьяне деревни Ославы выкупили свои земельные наделы у Е. Н. фон Моллер и стали собственниками земли.
- Село и мыза Ославье на карте 1885 года

Согласно карте окрестностей Санкт-Петербурга в 1885 году село Ославье состояло из 29 крестьянских дворов.
Сборник Центрального статистического комитета описывал село так:

ОСЛАВЬЕ — село бывшее владельческое, дворов — 30, жителей — 120. Церковь православная, постоялый двор. (1885 год)

Согласно материалам по статистике народного хозяйства Ямбургского уезда 1887 года, мыза Ославье площадью 1712 десятин принадлежала вдове генерала от инфантерии Е. Н. фон Моллер, мыза была приобретена до 1868 года.
В конце XIX — начале XX века село административно относилось к Врудской волости 1-го стана Ямбургского уезда Санкт-Петербургской губернии. Население деревни было смешанным — финско-русским.
По данным «Памятных книжек Санкт-Петербургской губернии» за 1900 и 1905 годы мызой Ославье площадью 1673 десятины, владела вдова генерала от инфантерии Екатерина Николаевна Моллер.
В 1913 году село также состояло из 29 дворов.
С 1923 по 1927 год село Ославье входило в состав Ославского сельсовета Врудской волости Кингисеппского уезда.
Согласно данным переписи населения СССР 1926 года в селе Ославье проживали 203 человека, большинство русские, а также финны и эстонцы.
С 1927 года в составе Волосовского сельсовета Волосовского района.
- План села Ославье. 1930 год

Согласно топографической карте 1930 года село насчитывало 29 дворов и церковь.
По данным 1933 года село Ославье входило в состав Волосовского сельсовета Волосовского района.
C 1 августа 1941 года по 31 декабря 1943 года деревня находилась в оккупации.
С 1950 года в составе Терпилицкого сельсовета.
С 1963 года в составе Кингисеппского района.
С 1965 года вновь в составе Волосовского района. В 1965 году население села Ославье составляло 166 человек.
По данным 1966, 1973 и 1990 годов Ославье была деревней и также входила в состав Терпилицкого сельсовета.
В 1997 году в деревне Ославье проживали 34 человека, в 2002 году — 47 человек (русские — 90 %), деревня входила в Терпилицкую волость.
В 2007 году в деревне проживали 50 человек, деревня входила в состав Терпилицкого сельского поселения.
7 мая 2019 года деревня вошла в состав Бегуницкого сельского поселения.

## География
Деревня расположена в центральной части района на автодороге 41К-053 (Рогатино — Горки).
Расстояние до административного центра поселения — 3,7 км.
Расстояние до ближайшей железнодорожной станции Волосово — 6 км.

## Демография
| 1862 | 2002 | 2007 | 2010 | 2017 |
| ---- | ---- | ---- | ---- | ---- |
| 196  | ↘47  | ↗50  | ↘48  | ↗60  |

### Национальный состав
Согласно данным Всероссийской переписи населения 2021 года в деревне проживали 57 человек, все русские.

## Достопримечательности
- Близ деревни находится курганно-жальничный могильник XI—XIV веков[41].
- Каменные кресты, впервые отмеченные и зарисованные в 1896 году Николаем Константиновичем Рерихом[42][43][44]. В настоящее время кресты, соответствующие рисункам Н. К. Рериха, находятся в музее-усадьбе Н. К. Рериха в Изваре, Государственном Эрмитаже и местной часовне[45].

- Каменный крест из деревни Ославье.
 Рисунок Н. К. Рериха. 1896 год